# Semidalis aleyrodiformis
Semidalis aleyrodiformis és un neuròpter de la família dels coniopterígids.

## Biologia
És un depredador generalista que el podem trobar en varietat de cultius agrícoles, depredant activament àcars i hemípters. Encara es desconeix el seu paper en la regulació de plagues. Les seues preses citades són l'aranya roja (Tetranychus urticae), l'àcar roig (Panonychus citri) i la mosca blanca cotonosa (Aleurothrixus floccosus).
Generalment, presenten dues generacions anuals. L'insecte sol hivernar com a larva desenvolupada en recers, com a pupa dins del capoll que teix, tant a l'anvers com al revers de fulles, en qualsevol buit, fins i tot sobre el fruit. Els adults són voladors actius al capvespre o durant la nit. Una femella és capaç de pondre al llarg de la seua vida al voltant de 200 ous. L'adult és depredador, igual que la larva, presentant mandíbules adaptades per mossegar i no succionar, como ocorre en l'estat larval, de manera que la presa és devorada sencera. Al llarg de la seua vida una larva és capaç de devorar entre 150 i 300 àfids en estat immadur. L'adult té el segon parell d'ales més menut que el primer, però no tan reduït como en el gènere Conwentzia. L'ou té una longitud de 0'5 mm, i és allargat, oval i pla en la seua cara d'unió amb el substrat, i generalment es troba al marge foliar i ocasionalment junt al nervi central. El cori és reticulat. La larva és curta i fusiforme. El tercer estadi larval té una longitud quan està completament desenvolupat de 2 a 2'5 mm, presentant un dibuix blanc i negre fortament contrastat, durant uns 20-30 dies. Els estadis de prepupa i pupa tenen lloc en l'interior d'un xicotet capoll pla, més o menys circular, blanc, de dos embolcalls, i que es localitza a escletxes de l'escorça del tronc, de branques i sobre fulles. Aquesta fase sol durar de 10 a 25 dies, segons la temperatura. Per sota de 14 °C les larves són incapaces de completar el seu desenvolupament. S'ha observat que les seues poblacions pateixen fortes oscil·lacions estacionals que semblen estar relacionades amb les variacions climatològiques al llarg de l'any.

## Distribució i ecologia
Amplament distribuïda en la regió paleàrtica i sud d'Àsia, és nova per a la fauna del Marroc, on no deu tractar-se d'una espècie abundant, doncs està substituïda per altres espècies més xèriques, com ara S. vicina i S. pseudouncinata, restringint-se a zones muntanyoses més fresques.
Generalment, es troba associada a medis arboris, tant caducifolis o coníferes. Citada sobre Abies, Pinus, Juniperus, Populus, Corylus, Fagus, Quercus, Celtis, Crataegus, Carpinus, Ulmus, Prunus, Ceratonia, Citrus, Acacia, Ilex, Pistacea, Buxus, Arbutus, Olea, Taxus, Arundo, Zizyphus, etc. És una de les espècies de coniopterígids més eurioiques, habitant medis molt diversos, des de zones subalpines a subdesèrtiques.